# Necromys amoenus
Necromys amoenus је врста глодара из породице хрчкова (лат. Cricetidae). 

## Распрострањење
Ареал врсте је ограничен на мањи број држава. Присутна је у следећим државама: Перу и Боливија.

## Станиште
Станиште врсте је травна вегетација и шуме од 3.200 до 4.300 метара надморске висине.

## Угроженост
Ова врста је наведена као последња брига, јер има широко распрострањење и честа је врста.